# HP/De Tijd
HP/De Tijd is een onafhankelijk opinieblad dat sinds 1990 werd uitgegeven als weekblad en sinds 2012 tienmaal per jaar verschijnt.

## Geschiedenis
HP/De Tijd is in september 1990 ontstaan uit het samengaan van het opinieweekblad Haagse Post en het katholieke weekblad De Tijd. In eerste instantie had HP/De Tijd een gematigd progressieve signatuur, maar al vrij snel na de oprichting kreeg het blad een meer liberale toonzetting.
In 2003 baarde HP/De Tijd opzien door het publiceren van een vierdelige reeks interviews met prinses Margarita en haar toenmalige echtgenoot Edwin de Roy van Zuydewijn. Drie jaar later, in 2006, publiceerde HP/De Tijd tevens het eerste interview met Alicia de Bielefeld, de oudste van de twee buitenechtelijke dochters van prins Bernhard. Na 2007 had HP/De Tijd enkele jaren een samenwerkingsovereenkomst met het progressief-liberale Duitse weekblad Der Spiegel.
Tussen 18 oktober 1992 en 21 maart 1993 werd door HP/De Tijd tevens een zondagskrant gepubliceerd, onder de titel HP/De Tijd op Zondag.
HP/De Tijd kreeg vanaf 2006 te kampen met een sterk dalende advertentieomzet, terwijl ook de oplage licht begon te dalen. In september 2008 bereikten de Audax-directie en de redactieraad van HP/De Tijd overeenstemming over een reddingsplan, dat onder meer voorzag in een forse inkrimping van de redactie. Het aanvankelijke plan van de directie om HP/De Tijd voortaan tweewekelijks te laten verschijnen, was daarmee voorlopig van tafel. Onderdeel van het reddingsplan was tevens het vertrek van hoofdredacteur Henk Steenhuis en adjunct-hoofdredacteur Thieu Vaessen, die zich tot groot ongenoegen van de Audax-directie hadden verzet tegen het plan voor een tweewekelijkse verschijningsfrequentie.
Per 1 januari 2009 werd het tweetal vervangen door Jan Dijkgraaf, ex-hoofdredacteur van Metro en vakblad Management Team. Onder zijn leiding begon de oplage van HP/De Tijd in 2009 in versneld tempo te dalen. Reeds in mei 2010 kondigde Dijkgraaf zijn vertrek als hoofdredacteur aan. Acht maanden later, op 1 februari 2011, trad Frank Poorthuis, voorheen adjunct-hoofdredacteur van Vrij Nederland, De Pers en Het Parool, aan als zijn opvolger. Toen het ook hem niet lukte de oplage te stabiliseren, besloot Audax begin 2012 om van HP/De Tijd een maandblad te maken. Tevens werden miljoeneninvesteringen aangekondigd om het blad weer op de rails te krijgen. Later dat jaar volgde echter een reorganisatie, met als gevolg dat ook de laatste schrijvende redacteuren van HP/De Tijd vertrokken en er slechts een zogenoemde rompredactie overbleef. Tezelfdertijd, in oktober 2012, kondigde ook hoofdredacteur Poorthuis zijn vertrek aan; hij werd in januari 2013 opgevolgd door het duo Daan Dijksman en Boudewijn Geels.
De overgang naar een maandelijkse verschijningsfrequentie ging gepaard met een opmerkelijke stijging van de oplage: tot 34.180 exemplaren in het vierde kwartaal van 2012. De geboekte oplagewinst verdampte echter snel. Tezelfdertijd vielen de advertentie-inkomsten vrijwel geheel weg. In augustus 2013 werd eerst hoofdredacteur in vaste dienst Geels wegbezuinigd, eind dat jaar vertrok ook parttimer en freelancer Dijksman.
Op 4 februari 2014 werd bekend dat oud-redacteur Tom Kellerhuis het blad ging leiden op freelance basis. 
Op 29 maart 2022 werd bekend dat het blad, na 31 jaar onder de vleugels van moederconcern Audax te hebben geopereerd, zelfstandig verdergaat.

## Oplage
Totaal betaalde gerichte oplage volgens HOI, Instituut voor Media Auditing en Jan van de Plasse: Kroniek van de Nederlandse dagblad- en opiniepers, Otto Cramwinckel Uitgever, Amsterdam 2005, ISBN 90-75727-77-1.
- 1993: 51.280
- 1994: 43.694 (-14,8%)
- 1995: 42.436 (-2,9%)
- 1996: 41.321 (-2,6%)
- 1997: 41.568 (+0,6%)
- 1998: 41.493 (-0,2%)
- 1999: 33.693 (-18,8%)
- 2000: 30.829 (-8,5%)
- 2001: 31.014 (+0,6%)
- 2002: 34.181 (+10,2%)
- 2003: 39.474 (+15,5%)
- 2004: 33.983 (-13,9%)
- 2005: 32.795 (-3,5%)
- 2006: 31.009 (-5,4%)
- 2007: 30.914 (-0,3%)
- 2008: 29.686 (-4,0%)
- 2009: 25.391 (-14,5%)
- 2010: 23.680 (-6,7%)
- 2011: 19.696 (-16,8%)
- 2012: 21.705 (+10,2%)
- 2013: 26.150 (+20,5%)
- 2014: 20.980 (-19,8%)
- 2015: 24.184 (+15,3%)
- 2016: 23.551 (-2,6%)
- 2017: 22.263 (-5,5%)
- 2018: 21.041 (-5,5%)
- 2019: 18.640 (-11,4%)
- 2020: 16.413 (-11,9%)
- 2021: 14.949 (-8,9%)

## Eigendomsverhoudingen
- VNU (1990-1994) (ca. 30%)
- Hollandse Pers Unie (1990-1994) (ca. 70%)
- Audax (1995-2022) (100%)
- Stichting Het Vrije Woord (2022-heden) (100%)

## Uitgevers
- Dick Koger (1990-1991)
- Marianne Verhoeven (1991-1994)
- Hans van Brussel (1994) (a.i.)
- Guus Grigoleit en J.J.A.M. de Leeuw (tot juli 1996)
- Guus Mannaerts (juli 1996 tot oktober 1998)
- Cor Nagelkerken (oktober 1998 tot februari 1999) (a.i.)
- Lise van de Kamp (februari 1999 tot maart 1999)
- Audax BV (maart 1999 tot januari 2000)
- Nico van Zetten (januari 2000 tot september 2005)
- Nico van Zetten en Yolanda Formanoy (september 2005-juli 2006)
- Yolanda Formanoy (juli 2006-april 2009)
- Roland van Geest (april 2009-december 2011)
- Hans van Brussel (januari 2012-maart 2014)
- Marianne Verhoeven (april 2014-juni 2017)
- Koen De Buck en Kristine Ooms (juni 2017-heden)

## Hoofdredacteuren
- Ad 's-Gravesande (september 1990-juni 1991)
- Gerard Driehuis (juni 1991-november 1995)
- Auke Kok (ad interim, november 1995-maart 1996)
- Bert Vuijsje (maart 1996-augustus 2000)
- Henk Steenhuis (augustus 2000-maart 2001 (ad interim); maart 2001-december 2008)
- Jan Dijkgraaf (januari 2009-juni 2010)
- Eduard van Holst Pellekaan (ad interim, juli 2010-januari 2011)
- Frank Poorthuis (februari 2011-december 2012)
- Daan Dijksman en Boudewijn Geels (januari 2013-augustus 2013)
- Daan Dijksman (augustus 2013-november 2013)
- Tom Kellerhuis (februari 2014-heden)

## Bekende (oud-)medewerkers
- Stijn Aerden
- Arthur van Amerongen (columnist)
- Dirk-Jan van Baar (oud-columnist)
- Jojanneke van den Berge
- Hans van den Bergh
- Alexandra Besuijen
- Pauline Bijster
- Mark Blaisse
- Thomas Blondeau
- Theo van den Boogaard
- Kees Boonman (oud-columnist)
- Lisa Bouyeure
- Roelof Bouwman
- Martin Bril
- Jan Brokken
- Marja Brouwers
- W.L. Brugsma (oud-medewerker)
- Emma Brunt (oud-recensent)
- Lodewijk Brunt
- Joris van Casteren (columnist)
- Bart Croughs (oud-columnist)
- Frans van Deijl
- Ton van Dijk
- Ton F. van Dijk
- Daan Dijksman
- Matt Dings
- Jan Donkers
- Fred van Doorn
- J.A.A. van Doorn (oud-columnist)
- Gert-Jan Dröge
- Thomas von der Dunk (oud-columnist)
- Jessica Durlacher
- Erik van Ees
- Jan Eilander
- Ad Fransen (oud-redacteur)
- Paul Frentrop (oud-medewerker)
- Henk van Gelder
- Karen Geurtsen
- Matthias Giesen (cartoonist)
- Jaap Goedegebuure (oud-recensent)
- Hans Goedkoop
- Theo van Gogh (oud-columnist)
- Hans Gruijters (oud-columnist)
- Paul Haenen (oud-medewerker)
- Gert Hage
- Frank Heinen (columnist)
- Ronald Hoeben
- H.J.A. Hofland
- Peter ten Hoopen
- Rob Hoogland
- Bernhard Willem Holtrop (cartoonist)
- Boudewijn van Houten
- Lieve Joris (oud-redacteur)
- Fleur Jurgens (oud-redacteur)
- Ron Kaal
- Kamagurka (cartoonist)
- Arno Kantelberg
- Tom Kellerhuis (hoofdredacteur)
- Koen Koch
- Auke Kok
- Henk Krol (oud-medewerker)
- Jan Kuitenbrouwer (columnist)
- Lectrr (oud-cartoonist)
- Marcel Levi (columnist)
- Ischa Meijer
- Marcel Metze
- Marente de Moor (oud-redacteur)
- Annet Muijen
- Gerard Mulder (oud-adjunct-hoofdredacteur)
- Frits Müller (oud-cartoonist)
- Nick Muller (redacteur)
- Dries Muus
- Gregorius Nekschot (oud-cartoonist)
- Joost Niemöller (oud-redacteur)
- Annemarie Oster (oud-columnist)
- Max Pam (columnist)
- Bas Paternotte
- Willem Pekelder
- Ilja Leonard Pfeijffer (columnist)
- Herman Pleij
- Bob Polak (oud-columnist)
- Waldemar Post (oud-cartoonist)
- Robin van Rheenen (vormgever, art director)
- Hans Righart (oud-columnist)
- Bart Rijs
- Beatrijs Ritsema (oud-columnist)
- Marcel van Roosmalen (oud-redacteur)
- Thomas Ruigrok (oud-redacteur)
- Jan Siebelink
- Jan Smit (oud-redacteur)
- Bart Jan Spruyt (oud-recensent)
- Niek Stolker
- Astrid Theunissen (oud-redacteur)
- P.F. Thomése
- Kees Torn (oud-columnist)
- Mark Traa
- Bert van der Veer (oud-columnist)
- Thomas Verbogt
- Alexandra Verdonk
- Cornelis Verhoeven (oud-columnist)
- Guus Vleugel (oud-columnist)
- Jack de Vries (oud-columnist)
- Koos van Weringh (oud-medewerker)
- Ivo van Woerden
- Albert Reinders (oud-redacteur)
- Jan Zandbergen (oud-columnist)
- Annejet van der Zijl (oud-redacteur)